# Сёстры по крови (фильм)
«Сестры по крови» (исп. Sólo quiero caminar) — фильм режиссёра Агустина Диаса Янеса 2008 года.

## Сюжет
Аврора и Ана — две сестры, живущие в Мадриде, которым больше нечем заработать на жизнь, кроме как воровством и проституцией. Однажды судьба наконец-то становится благосклонной к Ане и она выходит замуж. Но вскоре оказывается, что она всего лишь очередная игрушка. Девушка жаждет мести и для этого подговаривает своих подруг объединиться и попробовать завладеть деньгами мужа. В результате чего четыре женщины начинают бороться с мексиканскими наркоторговцами.

## В ролях
- Диего Луна — Габриэль (исп. Gabriel)
- Виктория Абриль — Глория (исп. Gloria Duque)
- Ариадна Хиль — Аврора (исп. Aurora)
- Пилар Лопес де Айяла — Палома Молина (исп. Paloma Molina)
- Елена Анайя — Ана (исп. Ana)
- Хосе Мария Яспик — Феликс (исп. Félix)
- Дагоберто Гама — Роберто (исп. Roberto)

## Награды
- 2008 — фильм номинировался на премию «Гойя» в 10 категориях и получил премию за «Лучшую операторскую работу».